# Robotnicze Stowarzyszenie Kulturalno-Oświatowe „Siła”
Robotnicze Stowarzyszenie Kulturalno-Oświatowe „Siła” – stowarzyszenie kulturalno-oświatowe na Śląsku Cieszyńskim.
Do stowarzyszenia należeli głównie działacze spółdzielczy ze Śląska Cieszyńskiego, m.in. Jan Berek, Karol Biedrawa, Jan Bukowczan, Franciszek Bukowczan, Paweł Czudek, Jan Czyż, Helena Gibcowa, Ludwik Hajek, Karol Kłapsia, Jerzy Lazar, Jan Macura, Rudolf Mitręga, Józef Pilch, Karol Semik, Jerzy Sosna, Leopold Szarzec, Józef Sztwiertnia (prezes od 1925), Franciszek Zawada, Oskar Feldman (jeden z inicjatorów powstania pisma „Oświata”, wydawanego przez Stowarzyszenie).

## Przekształcenia
Stowarzyszenie Polskich Robotników i Robotnic „Siła” (1908–1920) → Robotnicze Stowarzyszenie Kulturalno-Oświatowe „Siła” (1920–1939) → Siła Śląska Cieszyńskiego (od marca 1939)